# نهائي الدرع الخيرية 1967
نهائي الدرع الخيرية 1967 هي النسخة الخامسة والأربعين من الدرع الخيرية.
لعبت المباراة بتاريخ 12 أغسطس 1967 على ملعب أولد ترافورد، بين مانشستر يونايتد وبين توتنهام هوتسبر.
تم تقاسم اللقب بعد انتهاء المباراة بنتيجة 3–3.

## خلفية
تأهل مانشستر يونايتد بصفته بطل دوري كرة القدم الإنجليزي 1966–67، وذلك بعدما تصدر الدوري بفارق 4 نقاط عن أقرب منافسيه نوتينغهام فورست.
بينما تأهل توتنهام هوتسبر بصفته بطل كأس الاتحاد الإنجليزي 1966–67، وذلك بعدما فاز في المباراة النهائية على تشيلسي بنتيجة 2–1.

## المباراة
| مانشستر يونايتد | 3–3   | توتنهام هوتسبر         |
| --------------- | ----- | ---------------------- |
| تشارلتون · لو   | [ 1 ] | روبرتسون · غينغز · سول |